# Ashwell (Hertfordshire)
Ashwell is een civil parish in het bestuurlijke gebied North Hertfordshire, in het Engelse graafschap Hertfordshire met 1870 inwoners.